# Аллен Тейт
Аллен Тейт (англ. John Orley Allen Tate; 19 листопада 1899 — 9 лютого 1979) — американський поет, письменник, есеїст і літературний критик, Консультант з поезії Бібліотеки Конгресу США.

## З життєпису
В 1918 році вступив до престижного Університету Вандербільта. Тут Тейт зарекомендував себе відмінним учнем, і навіть удостоївся членства в привілейованому студентському товаристві «Фі Бета Каппа».
Ще до закінчення навчання Тейт був прийнятий в члени літературного гуртка «Ф'юджитивістів», неформальну групу інтелектуалів Півдня Америки, що включала таких відомих поетів як Джон Кроу Ренс і Роберт Пенн Воррен. Тейт брав участь у виданні журналу ф'юджитивістів «Втікач».
У 1924 році Тейт переїжджає в Нью-Йорк, де знайомиться зі своєю майбутньою дружиною Керолайн Гордон, американською письменницею і літературним критиком. Незважаючи на розрив в 1959 році, Тейт до кінця життя буде підтримувати тісні дружні зв'язки з Керолайн.
З 1928 по 1932 Тейт проживає у Франції. Тут він знайомиться з видатними письменниками першої половини XX століття, такими як Ернест Хемінгуей і Гертруда Штайн. Перебуваючи в Європі, він пише виключно про американський південь. Так, з-під його пера виходять дві біографічні книги про південців-героів Громадянської війни: «Кам'яна Стіна Джексон — бравий солдат» і «Джефферсон Девіс — слава і падіння». Крім того, у Франції Тейт починає писати «Оду полеглим конфедератам» і працює над своїм єдиним романом «Батьки».
Після повернення в США Аллен Тейт продовжує творчу діяльність і паралельно викладає в різних навчальних закладах США, таких як Університет штату Північна Кароліна, Принстонський університет, Чиказький і Нью-Йоркський університети. З 1943 по 1944 роки виступав Консультантом по поезії Бібліотеки Конгресу США. У 1937 році виходить збірка «Вибрані вірші», а в 1938 році роман «Батьки». У наступні роки Тейт в основному сконцентрований на літературній критиці. У 1968 році публікується збірка «Есе чотирьох десятиліть».